# 彰化縣立大城國民中學
彰化縣立大城國民中學是位於台灣彰化縣大城鄉的學校。面積24105.47平方公尺，創校於1964年。

## 歷史
大城國民中學在1960年12月27日時，於大城鄉成立二林初中大城分部，並且由戴丁順來負責籌備相關事務。隔年，1961年7月，第一次招生達兩個班級，同年9月15日，大城國校開課。兩年後，由張芸亭繼續籌備協助校務，並於1964年2月1日正式設立該學校，同時由張芸亭擔任第一任校長。同年7月第一屆畢業生總共兩班計有59位，其中女生12位，男生47位。學校成立滿五十年，於2014年1月4日，舉辦創校50週年校慶暨新校舍落成啟用典禮。該學校於2019年風雨球場完工，並於該年校慶時慶祝風雨球場落成。在2020年改善圖書室建立活水軒。

## 歷任校長
以下資料參考自彰化縣立大城國民中學 - 校史沿革
| 姓名   | 任期                |
| ------ | ------------------- |
| 張芸亭 | 1964年2月~1965年7月 |
| 陳敏聰 | 1965年7月~1967年7月 |
| 林省三 | 1967年7月~1970年9月 |
| 吳暎絲 | 1970年9月~1979年8月 |
| 謝正義 | 1979年8月~1984年3月 |
| 柳風儒 | 1984年3月~1987年8月 |
| 侯奕文 | 1987年8月~1991年9月 |
| 陳燦熀 | 1991年9月~1994年9月 |
| 魏清山 | 1994年9月~1996年9月 |
| 周壹忠 | 1996年9月~2001年2月 |
| 吳水順 | 2001年2月~2003年8月 |
| 程彥禎 | 2003年8月~2009年8月 |
| 吳俊良 | 2009年8月~2013年8月 |
| 楊書端 | 2013年8月~2021年8月 |
| 趙士瑩 | 2021年8月~現任      |